# Кременець (річка)
Кременець — річка в Росії, у Курському районі Курської області. Права притока Сейму (басейн Дніпра).

## Опис
Довжина річки приблизно 8,3 км.

## Розташування
Бере початок на південному заході від села Івановка. Тече переважно на південний захід через Єльково, Лисово і впадає у річку Сейм, ліву притоку Десни. На деяких у частках пересихає.